# Герб Верхівцевого
Герб Верхі́вцевого — один з офіційних символів міста Верхівцеве Верхньодніпровського району Дніпропетровської області, затверджений рішенням Верхівцевської міської ради.
На щиті, скошеному ліворуч блакиттю і зеленню, срібний паровоз на таких же рейках, супроводжуваний ліворуч золотим колоссям, а знизу — золотою стрічкою. Щит облямований золотим декоративним картушем і увінчаний золотою мурованою короною.